# نگلس کراسینگ (آریزونا)
نگلس کراسینگ (به انگلیسی: Nagles Crossing) یک منطقهٔ مسکونی در ایالات متحده آمریکا است که در آریزونا واقع شده‌است. نگلس کراسینگ ۱٬۳۶۷ متر بالاتر از سطح دریا واقع شده‌است.